# Fritz Albert Lipmann
Fritz Albert Lipmann (Koningsbergen, 12 juni 1899 – Poughkeepsie (New York), 24 juli 1986) was een Duits-Amerikaans biochemicus. Hij was in 1945 een van de ontdekkers van Acetyl-CoA. Hiervoor kreeg hij in 1953 de Nobelprijs voor de Fysiologie of Geneeskunde. Hij deelde de prijs dat jaar met Hans Krebs, die de prijs voor een ander onderzoek kreeg.

## Biografie
Lipmann werd geboren in een Joodse familie als zoon van Leopold Lipmann en Gertrud Lachmanski. 
Hij studeerde medicijnen aan de Albertina-universiteit, de Humboldt-Universiteit Berlijn en de Ludwig-Maximilians-Universiteit München. In Berlijn studeerde hij in 1924 af. Daarna keerde hij terug naar Königsberg om chemie te studeren onder begeleiding van professor Hans Meerwein. In 1926 ging hij samenwerken met Otto Meyerhof aan het Kaiser Wilhelm Institute te Berlijn voor zijn Ph.D. proefschrift.
Vervolgens ging hij samen met Meyerhof naar Heidelberg waar hij verder onderzoek deed naar biochemische reacties in spieren. In 1930 keerde Lipmann terug naar Berlijn waar hij werkzaam was als onderzoeksassistent in het Fischer-laboratorium. In 1932 ging hij naar de Universiteit van Kopenhagen. Vanaf 1939 woonde en werkte Lipmann in de Verenigde Staten. 1949 en 1957 was hij professor biochemie aan de Harvard Medical School te Boston. Vanaf 1957 gaf hij les en deed onderzoek aan de Rockefeller-universiteit in New York.
Lipmanns voornaamste onderzoekingen betreffen biologische oxidaties. Zo ontdekte hij het belang van fosforylaties voor de stofwisseling van de cel (energie-overdracht middels adenosinetrifosfaat). In 1945 was hij mede-ontdekker van het coënzym A (Acetyl-CoA), een stof die in alle levende cellen aanwezig is en een sleutelrol speelt in de koolhydraatstofwisseling van cellen.
- Bibsys: 90085618
- Bibliothèque nationale de France: cb122756541 (data)
- CiNii: DA02069471
- Gemeinsame Normdatei: 118728512
- International Standard Name Identifier: 0000 0000 8266 1259
- Library of Congress Control Number: n50050823
- Nationale Bibliotheek van Tsjechië: nlk20010092596
- Nationale Bibliotheek van Israël: 987007504465205171
- Nederlandse Thesaurus van Auteursnamen: 067680291
- Réseau des bibliothèques de Suisse occidentale: 02-A003524378
- SNAC: w6cv4mb9
- Système universitaire de documentation: 11315187X
- Virtual International Authority File: 74648188
- WorldCat: E39PBJrm4qQDgYrC8BrffKWdQq

1901: Behring · 
1902: Ross · 
1903: Finsen · 
1904: Pavlov · 
1905: Koch · 
1906: Golgi, Ramón y Cajal · 
1907: Laveran · 
1908: Mechnikov, Ehrlich · 
1909: Kocher · 
1910: Kossel · 
1911: Gullstrand · 
1912: Carrel · 
1913: Richet ·
1914: Bárány · 
1919: Bordet · 
1920: Krogh · 
1922: Hill, Meyerhof · 
1923: Banting, Macleod · 
1924: Einthoven ·
1926: Fibiger · 
1927: Wagner-Jauregg · 
1928: Nicolle · 
1929: Eijkman, Hopkins · 
1930: Landsteiner · 
1931: Warburg · 
1932: Sherrington, Adrian · 
1933: Morgan · 
1934: Whipple, Minot, Murphy · 
1935: Spemann · 
1936: Dale, Loewi · 
1937: Szent-Györgyi · 
1938: Heymans · 
1939: Domagk · 
1943: Dam, Doisy · 
1944: Erlanger, Gasser · 
1945: Fleming, Chain, Florey · 
1946: Muller · 
1947: C. Cori, G. Cori, Houssay · 
1948: Müller · 
1949: Hess, Moniz · 
1950: Kendall, Reichstein, Hench · 
1951: Theiler · 
1952: Waksman · 
1953: Krebs,Lipmann ·
1954: Enders, Weller, Robbins · 
1955: Theorell · 
1956: Cournand, Forssmann, Richards · 
1957: Bovet · 
1958: Beadle, Tatum, Lederberg · 
1959: Ochoa, Kornberg · 
1960: Burnet, Medawar · 
1961: Békésy · 
1962: Crick, Watson, Wilkins · 
1963: Eccles, Hodgkin, Huxley · 
1964: Bloch, Lynen · 
1965: Jacob, Lwoff, Monod · 
1966: Rous, Huggins · 
1967: Granit, Hartline, Wald · 
1968: Holley, Khorana, Nirenberg · 
1969: Delbrück, Hershey, Luria · 
1970: Katz, Euler, Axelrod · 
1971: Sutherland · 
1972: Edelman, Porter · 
1973: Frisch, Lorenz, Tinbergen · 
1974: Claude, De Duve, Palade · 
1975: Baltimore, Dulbecco, Temin ·
1976: Blumberg, Gajdusek · 
1977: Guillemin, Schally, Yalow · 
1978: Arber, Nathans, Smith · 
1979: Cormack, Hounsfield · 
1980: Benacerraf, Dausset, Snell · 
1981: Sperry, Hubel, Wiesel · 
1982: Bergström, Samuelsson, Vane · 
1983: McClintock · 
1984: Jerne, Köhler, Milstein · 
1985: Brown, Goldstein · 
1986: Cohen, Levi-Montalcini · 
1987: Tonegawa · 
1988: Black, Elion, Hitchings · 
1989: Bishop, Varmus · 
1990: Murray, Thomas · 
1991: Neher, Sakmann · 
1992: Fischer, Krebs · 
1993: Roberts, Sharp · 
1994: Gilman, Rodbell · 
1995: Lewis, Nüsslein-Volhard, Wieschaus · 
1996: Doherty, Zinkernagel · 
1997: Prusiner · 
1998: Furchgott, Ignarro, Murad · 
1999: Blobel · 
2000: Carlsson, Greengard, Kandel ·
2001: Hartwell, Hunt, Nurse · 
2002: Brenner, Horvitz, Sulston · 
2003: Lauterbur, Mansfield · 
2004: Axel, Buck · 
2005: Marshall, Warren ·
2006: Fire, Mello ·
2007: Capecchi, Smithies, Evans ·
2008: Zur Hausen, Barré–Sinoussi, Montagnier ·
2009: Blackburn, Greider, Szostak ·
2010: Edwards ·
2011: Beutler, Hoffmann, Steinman ·
2012: Gurdon, Yamanaka ·
2013: Rothman, Schekman, Südhof ·
2014: O'Keefe, Moser, Moser ·
2015: Campbell, Omura, Tu ·
2016: Osumi ·
2017: Hall, Rosbash, Young ·
2018: Allison, Honjo ·
2019: Kaelin, Ratcliffe, Semenza ·
2020: Alter, Houghton, Rice ·
2021: Julius, Patapoutian ·
2022: Pääbo ·
2023: Karikó, Weissman ·
2024: Ambros, Ruvkun